# Vice-Premier ministre de Finlande
Le vice-Premier ministre de Finlande (finnois : Suomen pääministerin sijainen), officiellement intitulé le ministre suppléant du Premier ministre de Finlande, est un membre du gouvernement qui devient Premier ministre par intérim si le Premier ministre ne peut s'acquitter de ses fonctions,. 
Le vice-Premier ministre est nommé par le gouvernement et est traditionnellement issu du deuxième parti en importance d'un gouvernement de coalition.

## Liste des vice-Premiers ministres
| N° | Nom                 | Image | Période   | Portefeuille                                                     | Parti                           | Réf.   |
| -- | ------------------- | ----- | --------- | ---------------------------------------------------------------- | ------------------------------- | ------ |
| 1  | Johannes Virolainen |       | 1957      | Ministre de l'Éducation                                          | Parti du centre                 | [ 3 ]  |
| 2  | Nils Meinander      |       | 1957      | Ministre des Finances                                            | Parti populaire suédois         | [ 4 ]  |
| 3  | Esa Kaitila         |       | 1957      | Ministre du Commerce et de l'Industrie                           | Parti libéral populaire         | [ 5 ]  |
| 4  | Aarre Simonen       |       | 1957      | Ministre sans portefeuille                                       | Parti social-démocrate          | [ 6 ]  |
| 1  | Johannes Virolainen |       | 1957      | Ministre des Affaires étrangères                                 | Ligue agraire                   |        |
| 5  | Reino Oittinen      |       | 1957–1958 | Ministre de l'Éducation                                          | Ammattiministeri                | [ 7 ]  |
| 6  | Tyyne Leivo-Larsson |       | 1958      | Ministre sans portefeuille                                       | Ammattiministeri                | [ 8 ]  |
| 1  | Johannes Virolainen |       | 1958      | Ministre des Affaires étrangères                                 | Ligue agraire                   |        |
| 7  | Onni Hiltunen       |       | 1958–1959 | Ministre du Commerce et de l'Industrie                           | Parti social-démocrate          | [ 9 ]  |
| 8  | Ralf Törngren       |       | 1959–1961 | Ministre des Affaires étrangères                                 | Parti populaire suédois         | [ 10 ] |
| 9  | Eemil Luukka        |       | 1961      | Ministre de l'Intérieur                                          | Ligue agraire                   |        |
| 10 | Kauno Kleemola      |       | 1961      | Ministre des transports                                          | Ligue agraire                   |        |
| 9  | Eemil Luukka        |       | 1961–1962 | Ministre de l'Intérieur                                          | Ligue agraire                   |        |
| 1  | Johannes Virolainen |       | 1962–1963 | Ministre de l'Agriculture                                        | Ligue agraire                   |        |
| 11 | Aarne Nuorvala      |       | 1963–1964 | Ministre au cabinet du premier Ministre                          | Ammattiministeri                |        |
| 5  | Reino Oittinen      |       | 1964      | Ministre de l'Éducation                                          | Ammattiministeri                |        |
| 12 | Ahti Karjalainen    |       | 1964–1966 | Ministre des Affaires étrangères                                 | Ligue agraire/Parti du centre   | [ 11 ] |
| 5  | Reino Oittinen      |       | 1966–1968 | Ministre de l'Éducation                                          | Parti social-démocrate          |        |
| 1  | Johannes Virolainen |       | 1968–1970 | Ministre de l'Éducation                                          | Parti du centre                 |        |
| 13 | Päiviö Hetemäki     |       | 1970      | Ministre des Finances                                            | Ammattiministeri                | [ 12 ] |
| 14 | Veikko Helle        |       | 1970–1971 | Ministère de l'Emploi                                            | Parti social-démocrate          | [ 13 ] |
| 13 | Päiviö Hetemäki     |       | 1971–1972 | Ministre des Finances                                            | Ammattiministeri                |        |
| 15 | Mauno Koivisto      |       | 1972      | Gouverneur de la Banque de Finlande                              | Parti social-démocrate          | [ 14 ] |
| 12 | Ahti Karjalainen    |       | 1972–1975 | Ministre des Affaires étrangères                                 | Parti du centre                 |        |
| 16 | Olavi Mattila       |       | 1975      | Ministre des Affaires étrangères                                 | Ammattiministeri                |        |
| 17 | Kalevi Sorsa        |       | 1975–1976 | Ministre des Affaires étrangères                                 | Parti social-démocrate          | [ 15 ] |
| 12 | Ahti Karjalainen    |       | 1976–1977 | Minister at the Prime Minister’s Office                          | Parti du centre                 |        |
| 1  | Johannes Virolainen |       | 1977–1979 | Ministre de l'Agriculture                                        | Parti du centre                 |        |
| 18 | Eino Uusitalo       |       | 1979–1982 | Ministre de l'Intérieur                                          | Parti du centre                 | [ 16 ] |
| 19 | Ahti Pekkala        |       | 1982–1983 | Ministre des Finances                                            | Parti du centre                 | [ 17 ] |
| 20 | Paavo Väyrynen      |       | 1983–1987 | Ministre des Affaires étrangères                                 | Parti du centre                 | [ 18 ] |
| 17 | Kalevi Sorsa        |       | 1987–1989 | Ministre des Affaires étrangères                                 | Parti social-démocrate          |        |
| 21 | Pertti Paasio       |       | 1989–1991 | Ministre des Affaires étrangères                                 | Parti social-démocrate          |        |
| 22 | Ilkka Kanerva       |       | 1991      | Ministère de l’Emploi                                            | Parti de la coalition nationale |        |
| 23 | Pertti Salolainen   |       | 1991–1995 | Ministre du Commerce extérieur                                   | Parti de la coalition nationale |        |
| 24 | Sauli Niinistö      |       | 1995–2001 | Ministre de la Justice 1995-1996 Ministre des Finances 1996-2001 | Parti de la coalition nationale |        |
| 25 | Ville Itälä         |       | 2001–2003 | Ministre de l'Intérieur                                          | Parti de la coalition nationale |        |
| 26 | Antti Kalliomäki    |       | 2003–2005 | Ministre des Finances                                            | Parti social-démocrate          |        |
| 27 | Eero Heinäluoma     |       | 2005–2007 | Ministre des Finances                                            | Parti social-démocrate          |        |
| 28 | Jyrki Katainen      |       | 2007–2011 | Ministre des Finances                                            | Parti de la coalition nationale |        |
| 30 | Jutta Urpilainen    |       | 2011–2014 | Ministre des Finances                                            | Parti social-démocrate          |        |
| 31 | Antti Rinne         |       | 2014–2015 | Ministre des Finances                                            | Parti social-démocrate          |        |
| 32 | Timo Soini          |       | 2015–2017 | Ministre des Affaires étrangères                                 | Vrais Finlandais/Réforme bleue  |        |
| 33 | Petteri Orpo        |       | 2017–2019 | Ministre des Finances                                            | Parti de la coalition nationale |        |
| 34 | Mika Lintilä        |       | 2019      | Ministre des Finances                                            | Parti du centre                 |        |
| 35 | Katri Kulmuni       |       | 2019–2020 | Ministre de l'Économie 2019 Ministre des Finances 2019–2020      | Parti du centre                 |        |
| 36 | Matti Vanhanen      |       | 2020      | Ministre des Finances                                            | Parti du centre                 |        |
| 37 | Annika Saarikko     |       | 2020–2023 | Ministre de la Science et de la Culture                          | Parti du centre                 |        |